# José Luis Villareal
José Luis Villarreal (Córdova, 17 de março de 1966) é um treinador e ex-futebolista profissional argentino que atuava como volante.[carece de fontes?] Ele é o novo treinador do recém-nascido Miami Beach Club de Fútbol, que jogará na United Premier Soccer League. Ele é o ex-técnico do Jacksonville Armada FC da Liga Norte-Americana de Futebol.
O Villarreal fez parte da seleção argentina na Copa Rei Fahd de 1992, na Arábia Saudita, e geralmente jogava no volante. Ele jogou por clubes da Argentina, México, França e Espanha, passando a maior parte de seu tempo no Boca Juniors, de Buenos Aires, e no Club Atlético Belgrano, da cidade natal, em Córdova. Seu olhar para o talento o levou a procurar e recrutar alguns dos maiores talentos do futebol da América do Sul, nomeadamente o argentino Lionel Messi.

## Carreira no clube
Nascido em Córdova, província de Córdova, Villarreal começou a jogar futebol no time local San Lorenzo de Las Flores aos 16 anos. Ele assinou com o Club Atlético Belgrano, onde jogaria duas temporadas antes de se transferir para o Boca Juniors. Ele venceu o campeonato de 1992 em sua passagem de cinco anos pelo Boca Juniors. No ano seguinte, ele assinou com o arquirrival do Boca, River Plate, onde jogou de 1993 a 1995.

## Carreira internacional
O Villarreal apresentou um trabalho brilhante no meio-campo em oito partidas internacionais diferentes pela seleção argentina, sendo a mais bem-sucedida um Campeonato Internacional na Copa Rei Fahd de 1992, mais tarde conhecida como Copa das Confederações. Apesar da ausência de gols durante sua carreira internacional, o Villarreal desempenhou um papel fundamental na derrota da Arábia Saudita na primeira edição do que viria a ser a Copa das Confederações.

## Carreira de treinador
Em 2012, o Villarreal foi trazido para o clube chileno Colo-Colo como parte da comissão técnica de Omar Labruna, atuando como vice-gerente e treinador de treinamento do clube. Em junho de 2014, o Jacksonville Armada FC, time da Liga Norte-Americana de Futebol com sede em Jacksonville, Flórida, anunciou que havia contratado o Villarreal como técnico inaugural do time.

## Recrutamento
De 2005 a 2007, Villarreal trabalhou como presidente da Academia REDH (Rumbo tem Excelencia y Deportiva Humana), onde ele e o fundador da academia venezuelana, Guillermo Ángel Hoyos, recrutaram os principais talentos sul-americanos, principalmente Lionel Messi. O programa ofereceu uma academia educacional abrangente que acompanhou programas avançados de treinamento de futebol e proporcionou aos melhores jogadores sul-americanos a oportunidade de jogar nos melhores clubes da Europa e do mundo. Juntamente com os seus colegas, o Villarreal conseguiu colocar muitos dos estudantes mais talentosos nos melhores clubes espanhóis, franceses, gregos e italianos.

## Vida pessoal
O Villarreal atende pelo apelido de "Villa", que era cantado durante seus dias de jogo no La Bombonera pelo Boca Juniors. Ele mora com sua esposa Elizabeth, filha Sofia, filho Lucas e cachorro Milo em Córdova, Argentina.